# 桜井浜江
桜井 浜江（さくらい はまえ、1908年（明治41年）2月15日 - 2007年（平成19年）2月12日）は、山形県山形市出身の洋画家。独立美術協会会員。

## 人物
1908年（明治41年）山形市宮町に生まれ、1925年に山形県立山形高等女学校卒業後補習科（現・山形県立山形西高等学校）を修了。1926年、結婚を勧める親の反対を拒否して、家出同様の状態で上京し、1928年~1930年まで協会洋画研究所で、日本のフォーヴィスム運動の中心人物である里見勝蔵や岡田三郎助らの指導を受ける。里見が率いる独立美術協会と、後に三岸節子らとともに結成した女流画家協会を主な発表の舞台として、女性洋画家の先駆けとして活躍した。1931年（昭和6年）の独立美術協会展では初回から入選したほか、1947年第2回新興日本美術展読売賞、1948年第16回独立展独立賞などを受賞した。作家志望である夫の秋沢三郎と文学仲間だった太宰治や檀一雄と交流があり、太宰の短編『饗応夫人』のモデルとなったとされる。2007年（平成19年）2月12日、午前2時50分、急性心不全のため東京都三鷹市の病院で死去した。

## 略歴
- 1908年（明治41年） 山形市宮町に生まれる[2]。
- 1925年（大正14年） 山形県立山形高等女学校卒業後補習科修了。
- 1928年（昭和3年） 1930年まで協会洋画研究所に学ぶ[1]。
- 1931年（昭和6年） 独立美術協会展に初回から入選する[2]。
- 1932年（昭和7年） 秋沢三郎と結婚[1]。
- 1934年（昭和9年） 東京都杉並区阿佐ヶ谷に住む。太宰治、啓一雄、外村繁、高橋幸雄、緑川貢、井伏鱒二ら、中央線沿線に住む文化人の溜まり場となる[1]。
- 1939年（昭和14年） 東京都三鷹市下連雀に転居する[2]。秋沢三郎と離婚[1]。
- 1947年（昭和22年） 三岸節子らと女流画家協会を設立する[2]。
- 1995年（平成19年） 青梅市立美術館にて「桜井浜江画集-65年の軌跡」が開催される[2]。
- 2007年（平成19年）東京都三鷹市の病院で急性心不全のため死去する[1]。享年98。
- 2008年（平成20年）（財）山形美術館にて「生誕100年記念・桜井浜江展」、一宮市三岸節子記念美術館にて「生誕100年記念・桜井浜江展」が開催される[1]。

## 主な作品
- 「Ｔさんの像」
- 「雪国の少年達」1941年
- 「壺」1947年頃
- 「人　物」1948年
- 「樹(二)」1961年
- 「立つ」1968年
- 「風景」1986年
- 「途上」
- 「花無惨」1994年
- 「雨あがるぶどう棚」1999年
- 「富嶽」(絶筆)2002年

## 出版物
- 『桜井浜江画集』（藝林社、1990年）